# Infinite Crisis
Ne doit pas être confondu avec Infinite Crisis (jeu vidéo).
Infinite Crisis est une mini-série de 7 comics qui a débuté en octobre 2005.  Chaque numéro est sorti en deux exemplaires : un dont la couverture a été faite par George Pérez, et l’autre par Jim Lee. Le contenu reste toutefois identique dans chaque édition.
Infinite Crisis est une mini-série de DC Comics et la suite de Zero Hour sorti en 1994. Infinite Crisis comprend de nombreux crossovers avec d'autres mini-séries et des séries régulières. La série revient sur un certain nombre de personnages apparus dans Crisis on Infinite Earths, et définit véritablement l’existence du Multivers DC. Nous retrouvons des versions alternatives de héros du golden age tels que le Superman de Terre II. Le thème principal est la nature de l’héroïsme, en contraste avec les héros modernes, plus noirs et plus conflictuels que ne l’étaient ceux des premiers jours des comics.
L’intrigue de Infinite Crisis a débuté en 2003 avec la mort de Donna Troy dans le crossover Teen Titans/Young Justice, Graduation Day.  La série Identity Crisis, sortie en 2004, n’était pas officiellement liée à Infinite Crisis, mais le numéro spécial Prelude to Infinite Crisis l’a intégré dans l’intrigue générale. DC a officiellement lancé l’événement Infinite Crisis avec le one-shot Countdown to Infinite Crisis, suivi par quatre mini-séries de six numéros directement liées à Infinite Crisis.
En mars 2006, DC a "avancé" la plupart de ses séries d’un an dans le temps. Une série hebdomadaire a vu le jour en mai 2006, intitulée 52 qui raconte cette année perdue en « temps réel ».

## Planning éditorial
Dan DiDio, l’éditeur en chef de DC Comics, a confirmé qu’Infinite Crisis a été planifié deux ans avant sa sortie et qu’il y avait déjà à l’époque de nombreux indices laissant sous-entendre sa venue, en premier lieu la "mort" de Donna Troy.  La montée de l’intrigue ne se fit réellement sentir qu’avec la sortie en 2004 de la mini-série Adam Strange. À ce moment, la presse indique que DC prépare un très gros événement, dont on peut en trouver les effets dans les séries  Teen Titans, Flash  et JSA, toutes trois écrites par Geoff Johns.
Avec Countdown to Infinite Crisis, Infinite Crisis semblait affecter la politique éditoriale de DC Comics. Geoff Johns et Grant Morrison eurent des responsabilités éditoriales, en plus de leur travail d’écriture, afin de garder une cohérence dans l’Univers DC. Mark Waid a signé un contrat d’exclusivité avec DC. DC a inauguré un nouveau logo avec le numéro 1 du DC Special: The Return of Donna Troy.
Bien plus qu’une simple refonte éditoriale au sein de DC Comics, Infinite Crisis est un retour aux crossovers qui eurent lieu dans les années 1990, avant que l’industrie des comics ne s’effondre.

## Montée de l’intrigue
Infinite Crisis a été annoncé en mars 2005. Les 4 mini-séries qui précèdent l’événement sont The OMAC Project, Rann-Thanagar War, Day of Vengeance, et Villains United, ainsi que le DC Special sur le retour de Donna Troy.

## Tie-ins
Comme il est de coutume dans les crossovers de grande envergure, Infinite Crisis a affecté de nombreuses séries régulières. Bien avant l’événement, on nous laissait sous-entendre que les séries telles que Adam Strange et Identity Crisis faisaient partie d’un plan d’action beaucoup plus grand. Après Countdown, de nombreuses séries ont été qualifiées de tie-ins (séries reliées) aux quatre mini-séries.  Ainsi, bien que Infinite Crisis en elle-même ne dure que sept numéros, des dizaines d’autres séries sont concernées (plus ou moins directement) par son intrigue.
Quelques-unes de ces histoires – comme "Crisis of Conscience" dans les pages de JLA, où on assiste à la destruction de leur base, menant à Infinite Crisis #1 – sont d’une importance majeure dans l’événement. D’autres n’y font que de petites allusions. L'histoire Un monde sans JLA raconte les évènements qui se sont passés entre "Crise de conscience" et "Infinite Crisis".

## Synopsis
L’histoire commence dans la plus grande des tensions, alors que la base de la JLA est détruite, et que le monde fait face à un nombre grandissant de menaces. Sur ces entrefaites, Kal-L (le Superman de Terre II), Lois Lane de Terre II, Alexander Luthor, et Superboy-Prime s’échappent du pocket universe dans lequel ils se firent emprisonner à la fin de Crisis on Infinite Earths. Kal-L part à la recherche de sa cousine Power Girl, une survivante de Terre II. Pensant que la santé de Lois s’améliorera si elle retourne dans son monde natal, Kal-L désire remplacer la Lois de Terre I par celle de Terre II, qu’il considère comme étant parfaite.
Kal-L demande à Batman son soutien, expliquant que la nature vile inhérente aux habitants de Terre I a causé la méfiance et l’hostilité de Batman envers ses pairs. Cependant, Batman refuse d’aider Kal-L. Par la suite, Batman apprendra que c’est Superboy-Prime qui détruisit la station orbitale de la JLA.
Alexander  révèle à Power Girl qu’avec l’aide de Superboy-Prime ils ont quitté leur "paradis" afin de créer un tunnel inter-dimensionnel. Alexander Luthor a utilisé ce qu’il restait de l’Anti-Monitor, a enlevé des héros et des vilains venant d’autres univers (dont Power Girl), et a ainsi réussi à redonner vie à Terre II, peuplée seulement de quelques héros qui y furent transportés.
Superboy-Prime attaque Conner Kent, le Superboy de Terre I. Pendant cette bagarre, Superboy-Prime tue de nombreux héros avant que les Flash et Kid Flash  ne l’emprisonnent dans la Force Véloce avec l’aide de bolides y résidant. Jay Garrick, le seul bolide laissé à l’écart, indique que la Force Véloce n’existe plus désormais.
À la recherche d’un monde parfait, Alexander redonne vie à de nombreux mondes parallèles. La Lois de Terre II meurt, et Kal-L, chagriné, attaque Kal-El jusqu’à ce que Wonder Woman les sépare. Bart Allen (devenu adulte et portant le costume de Barry Allen) émerge de la speed force afin de prévenir que lui et les autres bolides ont été incapables de maintenir Superboy-Prime. Ce dernier revient vêtu d’une armure absorbant les rayons solaires afin de le rendre plus puissant.
Batman, grâce à ses OMACs, détruit le satellite Brother Eye. Alexander combine plusieurs terres parallèles en les fusionnant, toujours à la recherche d’un monde "parfait", jusqu’à ce que Firestorm arrive à le stopper. Conner, Nightwing et Wonder Girl en profitent pour libérer les prisonniers. Durant leur combat, Conner et Superboy-Prime détruisent la tour construite par Alexander. Les terres multiples se transforment en une "Nouvelle Terre", et Conner meurt dans les bras de Wonder Girl.
Lorsqu’une horde de super-vilains attaquent Metropolis, de nombreux héros viennent à la rescousse. Superboy-Prime décide de détruire Oa, faisant ainsi s’écrouler l’Univers tout entier.  De nombreux Green Lanterns se font tuer en essayant de le stopper. Kal-L et Kal-El arrivent toutefois à emmener Superboy-Prime sur des ruines de Krypton. Le soleil de Krypton détruit l’armure de Superboy-Prime et affaiblit ses pouvoirs. Ils arrivent ensuite sur Mogo, la planète vivante (membre du GLC). Kal-El arrive à maîtriser Superboy-Prime, mais Kal-L meurt dans les bras de sa cousine, Power Girl.
De retour sur terre, Batman veut tuer Alex mais Wonder Woman le dissuade. Alex s’échappe, mais il est retrouvé, torturé et tué par le Joker (Batman), sous les yeux de Lex Luthor, qui n’a pas supporté d’être écarté de la Société.
Wonder Woman, Batman, et Kal-El se retrouvent plus tard à Gotham. Wonder Woman veut partir à la découverte d’elle-même. Batman décide de faire un voyage similaire, en emmenant avec lui Dick Grayson et Tim Drake. Kal-El se retire le temps que ses pouvoirs reviennent.
Le Green Lantern Corps emprisonne Superboy-Prime dans un dévoreur de soleil rouge.

## Séries issues de la crise
- 52: Comic hebdomadaire racontant ce qu’il s’est passé dans l’année entre Infinite Crisis #7 et "One Year Later"
- Crisis Aftermath: The Battle For Blüdhaven.
- Crisis Aftermath: The Spectre.
- One Year Later: Après la publication de Infinite Crisis #5, la plupart des histoires de l’univers DC se situent un an plus tard.

## Séries annulées durant "Infinite Crisis"
Plusieurs séries furent arrêtées à cause du saut d’une année. Quelques-unes furent annulées purement et simplement, comme Batgirl, Gotham Central, et Batman: Gotham Knights, alors que d’autres firent l’objet d’une suspension pour reprendre plus tard, comme JLA, Flash, et Wonder Woman. De plus, la série Adventures of Superman reprit son titre original de Superman, le titre ayant précédemment le nom de Superman (depuis 1987) étant désormais annulé. Ainsi, la continuité des séries Superman et Action Comics colle avec celle de Batman et Detective Comics.

## Hommages à l’histoire de DC
- Kal-L pleurant après la mort de Lois Lane-2 est un rappel de la mort de Supergirl[11]
- La couverture de Jim Lee sur laquelle on voit le pull de Superboy en arrière-plan est un hommage à la mort de Superman dans Superman Vol. 2, #75 (1992)
- L’apparition de Mongul dans Infinite Crisis #1 a le même découpage que "For the Man Who Has Everything", d’Alan Moore[12].
- Le bouclier-S que Superboy-Prime se grave dans la poitrine est un rappel de la promotion qui a été faite pour "The Death of Superman".
- La première splash-page de Kal-L combattant Kal-El est basée sur Action Comics #1.
- Le découpage du numéro 7 montrant le dialogue entre Jay Garrick et Bart Allen est la réplique d’un dialogue que Garrick a avec Wally West dans Crisis on Infinite Earths[13].
- Le ciel devient rouge, comme il l’était dans Crisis on Infinite Earths.
- Le Superboy des origines, Kal-El, a eu un combat similaire avec Conner Kent dans un épisode de  Zero Hour [14].
- La création de la "Nouvelle Terre" réassemble l’univers effondré du Multivers DC[15].

## Équipes artistiques
Andy Lanning, Gail Simone, Dale Eaglesham, Val Semeiks, Amanda Conner, Paul Mounts, Prentis Rollins, Wade Von Grawbadger, Dave Gibbons, Bill Willingham, Joe Prado, Joe Bennett, Justiniano, Ron Wagner, Marc Campos